# Leonel Guillermo Sánchez Lineros
Leonel Guillermo Sánchez Lineros (Santiago de Xile, 25 d'abril, 1936 - 2 d'abril, 2022) fou un futbolista xilè dels que jugà de migcampista esquerre durant vint anys entre 1953 i 1973. Disset d'aquest anys defensà els colors de la Universidad de Chile, on fou la icona de l'anomenat "Ballet Blau", l'equip amb el qual guanyà sis lligues en deu anys (1959, 1962, 1964, 1965, 1967, 1969). Considerat un dels futbolistes xilens més grans, manté el rècord de partits jugats amb la selecció (a data de 2008) amb 85 partits i 27 gols entre 1955 i 1968. Quatre d'aquests gols els va fer a la Copa del Món de Xile 1962, essent el màxim golejador, compartit amb 5 altres futbolistes. També disputà el Mundial d'Anglaterra 66. Acabà la seva trajectòria als clubs Colo-Colo, Palestino i Ferroviarios.